# Hosszúhetény
Hosszúhetény (Duits: Hetting of Langhetting) is een plaats (község) en gemeente in het Hongaarse comitaat Baranya. Hosszúhetény telt 3360 inwoners (2001).